# Блискост
Блискост је позоришна представа која је дебитовала у Лондону 1997. године и добила ББЦ-јеву награду. „Лоренс Оливије“ за најбољу представу. Представа је продуцирана у више од 100 градова и преведена на 30 различитих језика. Представу је режирао Дарко Бајић а сценарио је написао Патрик Марбер, по коме је сниман истоимени филм 2004. у који главне улоге тумаче Џулија Робертс и Џуд Ло.

## Радња
Блискост је прича o четворо странаца - њиховим случајним сусретима, тренутној привлачности и обманама. Радња драме смештена је у Лондону и представља поглед на модерне везе у којима се љубав често бори да не бори да не постане порнографија.

## Улоге
| Глумац        | Улога |
| ------------- | ----- |
| Борка Томовић | Алиса |
| Виктор Савић  | Лери  |
| Ивана Николић | Ана   |
| Петар Бенчина | Дан   |